# 佐藤正和 (アナウンサー)
佐藤 正和（さとう まさかず、4月27日 - ）は、テレビ大分の報道記者で、同局の元アナウンサー。

## 来歴
大分県大分市出身。関西学院大学卒業。
1999年にテレビ大分に入社。入社から間もない頃より報道記者としての活動実績があり、当時はスポットニュースの『TOSニュース』で記者を務めていた。

## 過去の担当番組
- TOSスーパーニュース[4]